# Bec à l'Oiseau
Bec à l'Oiseau är en kulle i Schweiz. Den ligger i kantonen Neuchâtel, i den västra delen av landet, 40 km väster om huvudstaden Bern. Toppen på Bec à l'Oiseau är 1 243 meter över havet.